# Reichsarbeitsministerium

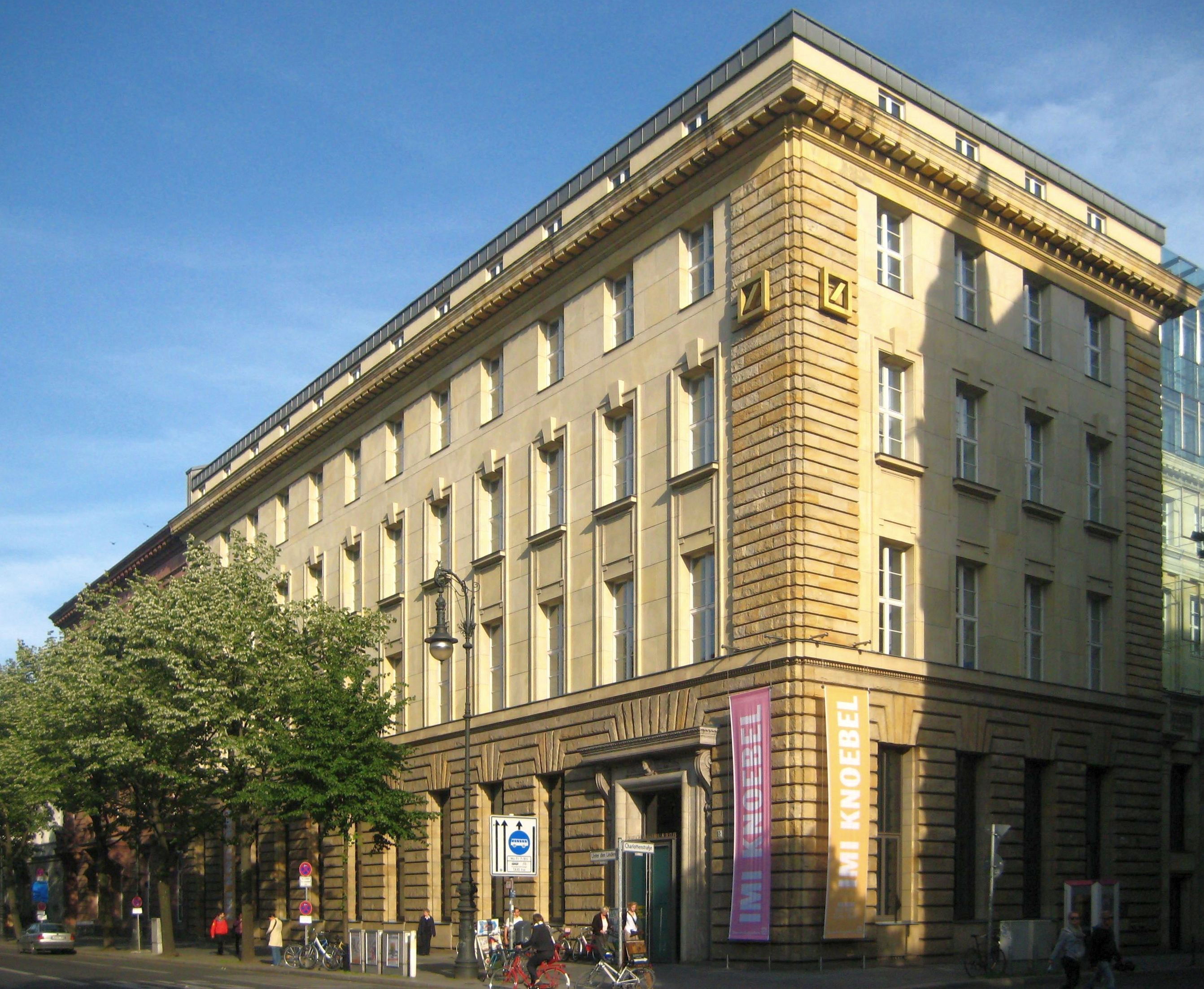
Reichsarbeitsministerium 1934–1938 in der heutigen Hauptstadtrepräsentanz der Deutschen Bank, Unter den Linden 13–15

Das Reichsarbeitsministerium war während der Weimarer Republik und zur Zeit des Nationalsozialismus zuständig für die Regelung des Arbeitsrechts und der Sozialpolitik im Deutschen Reich. Eine wichtige untergeordnete Mittelbehörde war die Reichsarbeitsverwaltung.

## Weimarer Republik
Im Jahr 1919 wurde das 1918 gegründete Reichsarbeitsamt in das Reichsarbeitsministerium umgewandelt.

### Kompetenzen und Aufgaben
Eine zentrale Aufgabe des Reichsarbeitsministeriums war ab 1919 die Regelung des Arbeitsrechts. Das Ziel war anfangs die Erarbeitung eines einheitlichen Arbeitsgesetzbuches. Zu diesem Zweck wurde beim Reichsarbeitsministerium ein Arbeitsrechtsausschuss eingerichtet. Geregelt wurden aber nur Teilbereiche. 
Im weiteren Verlauf des Jahres 1919 und in der Folgezeit kamen weitere Aufgabenbereiche hinzu. Schließlich umfassten diese fast das gesamte Gebiet der Sozialpolitik. Dazu zählten die Sozialstatistik, das Wohnungs- und Siedlungswesen, das Versorgungswesen und wichtige Bereiche des Fürsorgewesens. Im Bereich des Fürsorgewesens gab es Überschneidungen mit dem Reichsinnenministerium. Hinzu kamen Kompetenzstreitigkeiten mit den zuständigen Stellen der Kommunen und Länder.
Wegen seiner vielfältigen Aufgaben entstand einer der größten Reichsbehörden. Vor allem wegen der Versorgungsleistung für die ehemaligen Kriegsteilnehmer und die Hinterbliebenen war der Etat des Ministeriums der größte aller Ressorts.
Geleitet wurde das Ministerium streng zentralistisch. Dies verstärkte noch einmal die Spannungen mit dem föderalen Anspruch der Länder.

### Reichsversicherungsamt und Reichsarbeitsverwaltung
Zur Entlastung der Zentralbehörde wurden verschiedene Mittelbehörden geschaffen. Neben dem bereits bestehenden Reichsversicherungsamt entstand 1920 die Reichsarbeitsverwaltung. Diese hieß anfangs noch Reichsamt für Arbeitsvermittlung, wurde aber wegen der wachsenden Aufgaben 1922 umbenannt.
Aufgaben der Reichsarbeitsverwaltung waren die Arbeitsmarktbeobachtung, die Arbeitsmarktlenkung, die Erwerbslosenfürsorge, die Berufsberatung sowie die Bearbeitung des Tarifvertragswesens. Seit 1922 gehörte dazu auch das Recht, Tarifverträge für verbindlich zu erklären. Mit dem Erlass des Arbeitsnachweisgesetzes wurde die Arbeitsverwaltung zudem die Zentralstelle für Arbeitsnachweise.

### Behördengliederung
Nach der Entlastung des Ministeriums von unmittelbaren Verwaltungsaufgaben durch die Schaffung von Mittelbehörden wurde das Reichsarbeitsministerium selbst in mehrere Abteilungen untergliedert. Deren Bezeichnungen und Aufgaben änderten sich dabei teilweise im Zeitverlauf. An ihrer Spitze stand jeweils ein Ministerialdirektor.
Im Jahr 1923 war im Reichsarbeitsministerium die Herausbildung der Struktur einer zentralen Reichsbehörde für das Sozialwesen weitgehend abgeschlossen. Im Rahmen der Reichsverwaltung hatte diese neben dem Reichsfinanzministerium eine besonders starke Stellung und hatte wie sonst kaum eine andere Reichsbehörde mittelbaren und unmittelbaren Einfluss auf zahlreiche Lebensbereiche.

### Zentrale Regelungen
In den 1920er Jahren wurden wichtige Grundlagen der Sozialpolitik gelegt:
- 1919: die Versorgung der Kriegsinvaliden geht an das Ministerium über
- 1920: das Betriebsrätegesetz
- 1923: die Arbeitszeitverordnung
- 1923: der Vorgänger der Arbeitslosenversicherung, die Erwerbslosenfürsorge, wird fortan von Arbeitnehmern und Arbeitgebern gemeinsam getragen
- 1926: das Arbeitszeitgesetz
- 1927: die Arbeitslosenversicherung wurde eingeführt. Mit der 1929 einsetzenden Weltwirtschaftskrise  brach jedoch die Finanzierung zusammen, worüber am 27. März 1930 mit Reichskanzler Hermann Müller die letzte parlamentarisch kontrollierte Regierung der Weimarer Republik stürzte.

## Zeit des Nationalsozialismus

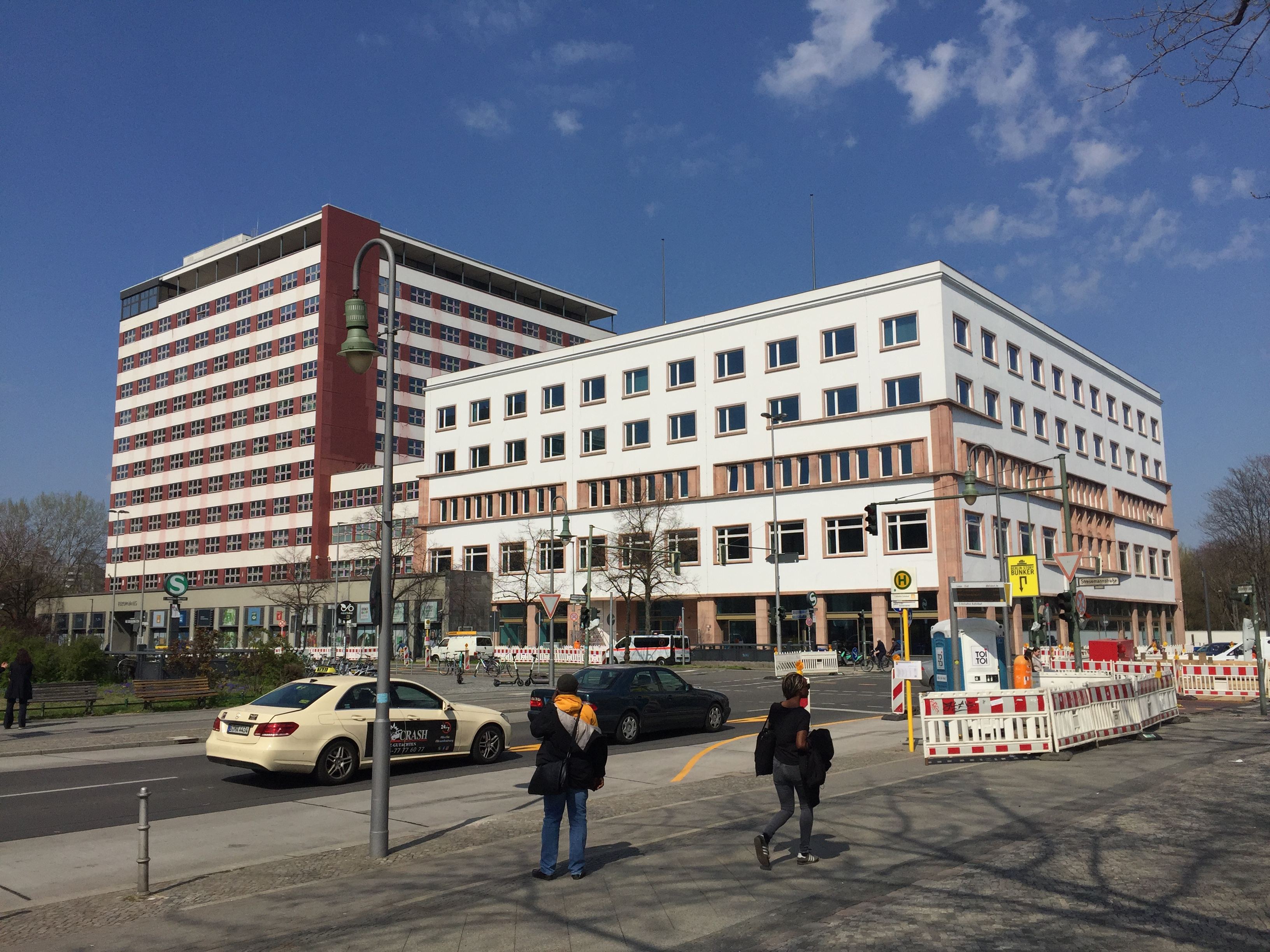
Ehemaliger Gebäudekomplex des Reichsarbeitsministeriums, Saarlandstraße, heute Stresemannstraße, Berlin.

Nach der Machtübernahme der Nationalsozialisten veränderte sich die Rolle des Ministeriums. Zwei wichtigen Gegenständen des Ministeriums – Arbeitspolitik und Sozialpolitik – maßen auch die Nationalsozialisten große Bedeutung zu. Auch in diesen Politikfeldern wollte man nach Möglichkeit die nationalsozialistischen „Volksgemeinschaftsideen“ realisieren. Zudem rückte die Mobilisierung des Arbeitsmarktes in den Mittelpunkt, zunächst für die „Arbeitsschlachten“, mit denen die Massenarbeitslosigkeit abgebaut werden sollte. Ab 1936 suchten Arbeitsverwaltungen Arbeitskräfte, die für die militärische Aufrüstung des Regimes eingesetzt wurden. Disziplinierung und Dirigismus kamen durch die Einführung von Arbeitsbüchern hinzu – Gewerkschaften und Betriebsräte waren bereits wenige Wochen nach der „Machtergreifung“ abgeschafft worden. Nach Beginn des Zweiten Weltkrieges wirkte das Reichsarbeitsministerium unter Leitung des Generalbevollmächtigten für den Arbeitseinsatz maßgeblich an der Rekrutierung von Zwangsarbeitern aus den besetzten Gebieten mit, in denen darüber hinaus neue Verwaltungsstrukturen im Arbeits- und Sozialbereich etabliert werden sollten.
Als Nachfolger des Reichsarbeitsministeriums entstand 1949 in der Bundesrepublik Deutschland das Bundesministerium für Arbeit, während es in der DDR nur von 1949 bis 1958 ein Arbeitsministerium gab.
Die Rolle des Reichsarbeitsministeriums zwischen 1933 und 1945 galt bis vor Kurzem als noch weitgehend unerforscht. Im April 2013 berief Ursula von der Leyen, damals Bundesministerin für Arbeit und Soziales, eine internationale Kommission von Historikerinnen und Historikern, die bis 2018 die Geschichte des Ministeriums und seine Einbettung in die nationalsozialistische Herrschaftspraxis erforschen sollte. Am 27. Juni 2017 übergab die Historikerkommission auf einer Pressekonferenz einen „Syntheseband“ zur Geschichte des Reichsarbeitsministeriums im Nationalsozialismus an Ministerin Andrea Nahles.

## Liste der Reichsarbeitsminister
| Name               | Amtsantritt      | Ende der Amtszeit | Partei      | Kabinett                                                                                     |
| ------------------ | ---------------- | ----------------- | ----------- | -------------------------------------------------------------------------------------------- |
| Gustav Bauer       | 13. Februar 1919 | 20. Juni 1919     | SPD         | Scheidemann                                                                                  |
| Alexander Schlicke | 21. Juni 1919    | 21. Juni 1920     | SPD         | Bauer, Müller I                                                                              |
| Heinrich Brauns    | 25. Juni 1920    | 12. Juni 1928     | Zentrum     | Fehrenbach, Wirth I & II, Cuno, Stresemann I & II, Marx I & II, Luther I & II, Marx III & IV |
| Rudolf Wissell     | 28. Juni 1928    | 27. März 1930     | SPD         | Müller II                                                                                    |
| Adam Stegerwald    | 30. März 1930    | 30. Mai 1932      | Zentrum     | Brüning I & II                                                                               |
| Hermann Warmbold   | 1. Juni 1932     | 6. Juni 1932      | Parteilos   | Papen                                                                                        |
| Hugo Schäffer      | 7. Juni 1932     | 17. November 1932 | Parteilos   | Papen                                                                                        |
| Friedrich Syrup    | 3. Dezember 1932 | 28. Januar 1933   | Parteilos   | Schleicher                                                                                   |
| Franz Seldte (1)   | 30. Januar 1933  | 30. April 1945    | DNVP, NSDAP | Hitler                                                                                       |
| Theodor Hupfauer   | 30. April 1945   | 5. Mai 1945       | NSDAP       | Goebbels                                                                                     |
| Franz Seldte (2)   | 5. Mai 1945      | 23. Mai 1945      | NSDAP       | Kabinett Schwerin von Krosigk                                                                |

## Staatssekretäre
- Franz Erich Caspar (1919)
- Hermann Geib (1919–1932)
- Andreas Grieser (1932–1933)
- Johannes Krohn (1933–1938)
- Friedrich Syrup (1938–1942)
- Hans Engel (1942–1945)